# Tirà cuallarg
El tirà cuallarg (Colonia colonus) és un ocell de la família dels tirànids (Tyrannidae) i única espècie del gènere Colonia.

## Hàbitat i distribució
Boscos clars i sabanes, generalment prop de l'aigua, a les terres baixes des del nord-est d'Hondures cap al sud, pel vessant del Carib fins Panamà a ambdues vessants, i des de Colòmbia, sud-est de Veneçuela i Guaiana, cap al sud, per l'oest dels Andes, fins l'oest d'Equador i, per l'est dels Andes, a través de l'est d'Equador, est del Perú, nord de Bolívia i sud-oest d'Amazònia, est i sud del Brasil, incloent l'illa Marajó, fins l'est del Paraguai i nord-est de l'Argentina.